# Eleição municipal de São José de Ribamar em 2008
A eleição municipal da cidade brasileira de São José de Ribamar em 2008 ocorreu em 5 de outubro de 2008. O prefeito era Luís Fernando Silva, do DEM, que tentou a reeleição. Luís Fernando Silva, do DEM, foi reeleito prefeito de São José de Ribamar.

## Candidatos
|  | Nº | Candidato(a) a prefeito | Candidato(a) a prefeito                          | Candidato(a) a vice-prefeito | Candidato(a) a vice-prefeito                        | Coligação |
|  | -- | ----------------------- | ------------------------------------------------ | ---------------------------- | --------------------------------------------------- | --- |
|  | 12 |                         | Dr. Julinho (PDT) Júlio César de Sousa Matos     |                              | Alcione Câmara (PRB) Alcione Maria Dourado Ferreira | Frente Única Ribamarense - Partido Democrático Trabalhista (PDT) - Partido Republicano Brasileiro (PRB) - Partido Comunista do Brasil (PCdoB) - Partido Comunista Brasileiro (PCB) - Partido Trabalhista Cristão (PTC) - Partido Social Democrata Cristão (PSDC) - Partido Socialista Brasileiro (PSB) - Partido Humanista da Solidariedade (PHS) - Partido Renovador Trabalhista Brasileiro (PRTB) - Partido Popular Socialista (PPS)              |
|  | 13 |                         | Soismarino Ramos (PT) Soismarino Galvão Ramos    |                              | Antonio França (PT) Antonio Gonçalves França        | Sem coligação - Partido dos Trabalhadores (PT) |
|  | 25 |                         | Luís Fernando (DEM) Luís Fernando Moura da Silva |                              | Gil Cutrim (PSL) Gilliano Fred Nascimento Cutrim    | Vitória do Povo - Democratas (DEM) - Partido Social Liberal (PSL) - Partido Trabalhista Brasileiro (PTB) - Partido da Social Democracia Brasileira (PSDB) - Partido do Movimento Democrático Brasileiro (PMDB) - Partido da República (PR) - Partido Progressista (PP) - Partido Republicano Progressista (PRP) - Partido Verde (PV) - Partido Trabalhista do Brasil (PTdoB) - Partido da Mobilização Nacional (PMN) - Partido Social Cristão (PSC) |

## Resultado da eleição para prefeito
| Luís Fernando (DEM)     | Gil Cutrim (PSL)        | 37.012 | 98,69%  |
| Soismarino Ramos (PT)   | Antonio França (PT)     | 493    | 1,31%   |
| Dr. Julinho (PDT)       | Alcione Câmara (PRB)    | 0      | 0,00%   |
| Total de votos válidos  | Total de votos válidos  | 37.505 | 100,00% |
| Votos apurados          |                         |        |         |
| Votos válidos           | Votos válidos           | 37.505 | 63,30%  |
| Votos em branco         | Votos em branco         | 987    | 1,67%   |
| Votos nulos             | Votos nulos             | 20.757 | 35,03%  |
| Total de votos apurados | Total de votos apurados | 59.249 | 100,00% |
| Eleitores               |                         |        |         |
| Comparecimento          | Comparecimento          | 59.249 | 85,65%  |
| Abstenções              | Abstenções              | 9.930  | 14,35%  |
| Total de eleitores      | Total de eleitores      | 69.179 | 100,00% |
| Total de seções: 204    |                         |        |         |